# Leuchtturm Krynica Morska
Der Leuchtturm Krynica Morska ist ein Leuchtturm in der gleichnamigen Stadt Krynica Morska (ehemals deutsch Kahlberg) in der polnischen Woiwodschaft Pommern.
Benachbarte Leuchttürme stehen in Nowy Port (Gdańsk) (Neufahrwasser) im Westen und hinter der Grenze am Hafen des ehemaligen Pillau (Ostpreußen), heute russisch Baltijsk im Oblast Kaliningrad.

## Geschichte
Der Leuchtturm Kahlberg stand auf einer 29 m hohen Düne auf der Frischen Nehrung zwischen dem Frischen Haff und der Danziger Bucht. Mit dem Bau des Leuchtturmes wurde im Juni 1894, nach einem Entwurf von Walter Körte, dem Begründer der deutschen Seezeichenwissenschaft, unter der Führung des Baumeisters Edward Stach aus Elbing begonnen. Der runde Ziegelturm wurde auf einem viereckigen Granitsockel gemauert, auf dem eine in Danzig angefertigte Laterne aufgesetzt wurde. Auf der Ostseite des Leuchtturms wurde ein unterkellertes Dienstgebäude und ein Lagerraum für das Öl errichtet. Die Baukosten beliefen sich auf 105.000 Mark. In der Nacht zum 1. Mai 1895 strahlte das Leuchtfeuer zum ersten Mal über die Danziger Bucht.
Im Jahr 1841 wurde eine regelmäßige Fährverbindung nach Elbing eingerichtet und der Ort begann zu wachsen. Zusätzlich baute man eine große Pier im Hafen von Kahlberg.
Am Ende des Zweiten Weltkrieges wurde der Ort von der Roten Armee besetzt und polnischer Verwaltung unterstellt. Die deutschen Einwohner wurden vertrieben und Kahlberg erhielt die polnische Namensform Łysa Góra, die 1947 in Łysica geändert wurde. Beide Namen sind Übersetzungen des deutschen Namens. 1958 erfolgte dann die Änderung zu Krynica Morska, wie der Ort seither heißt. Diese Bezeichnung ist neu gebildet und hat keine Bezüge zum historischen Namen.

## Beschreibung
In der Laterne war eine Fresnel-Apparatur mit Uhrwerk und Benzolbrenner installiert, die ein Blitzfeuer mit zwei Sekunden Lichtdauer erzeugte. Das Licht leuchtete in alle Richtungen sowohl auf die Ostsee als auch auf das Frische Haff.
1928 wurde das Leuchtfeuer auf Gasbetrieb umgestellt.
Der Leuchtturm Kahlberg wurde 1945 durch die sich zurückziehende deutsche Wehrmacht gesprengt, um den gegnerischen Schiffen bei Nacht die Navigation zu erschweren.
1951 wurde der Leuchtturm, nach einem Entwurf von Prof. Stanisław Puzyna von der Technischen Universität Danzig, neben den alten Fundamenten wieder neu errichtet.
Der Turm wird vom Urząd Morski (Seeamt) in Gdynia unterhalten und betrieben.

## Galerie

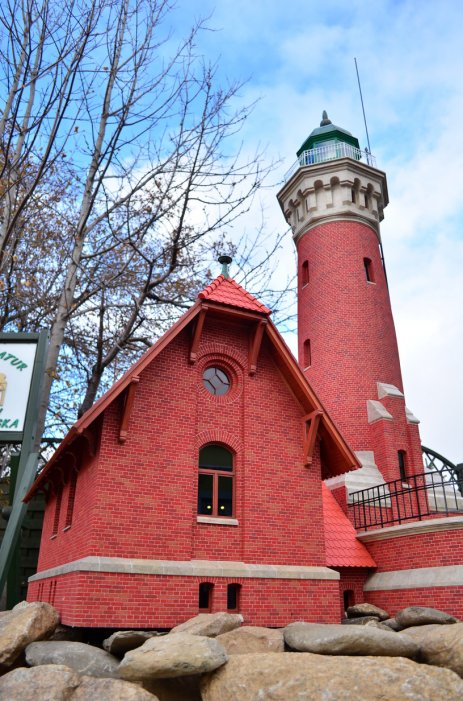
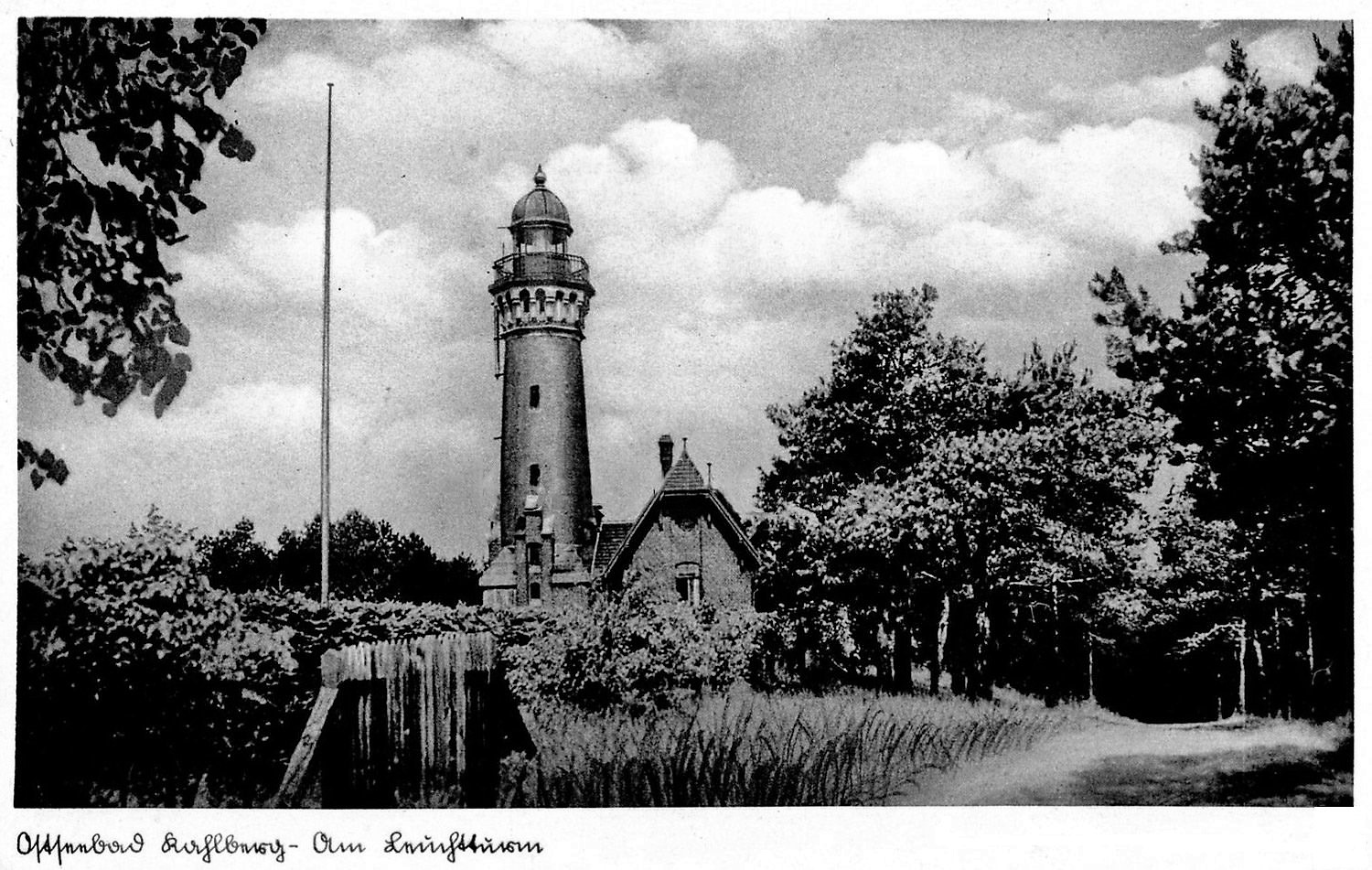
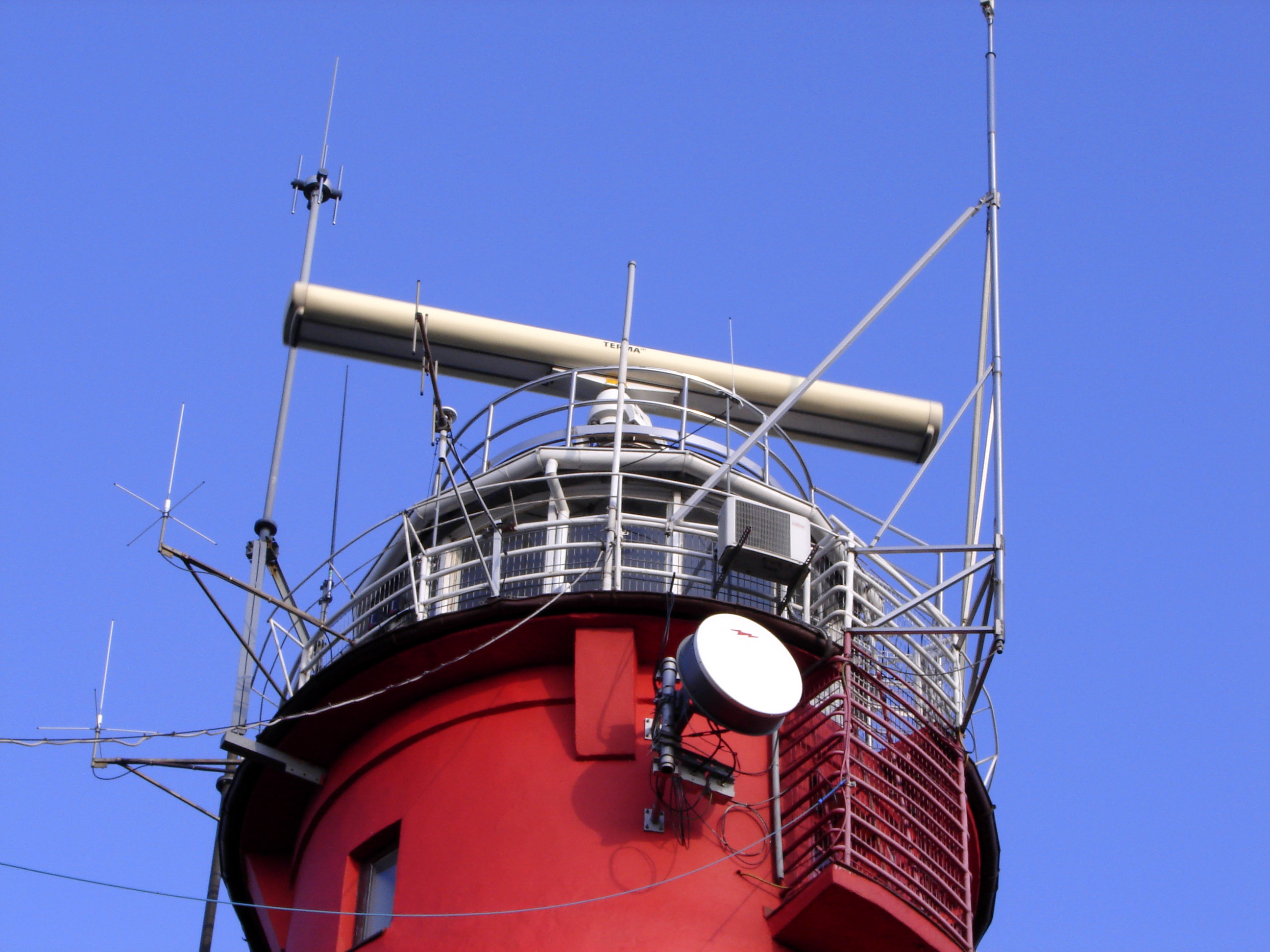
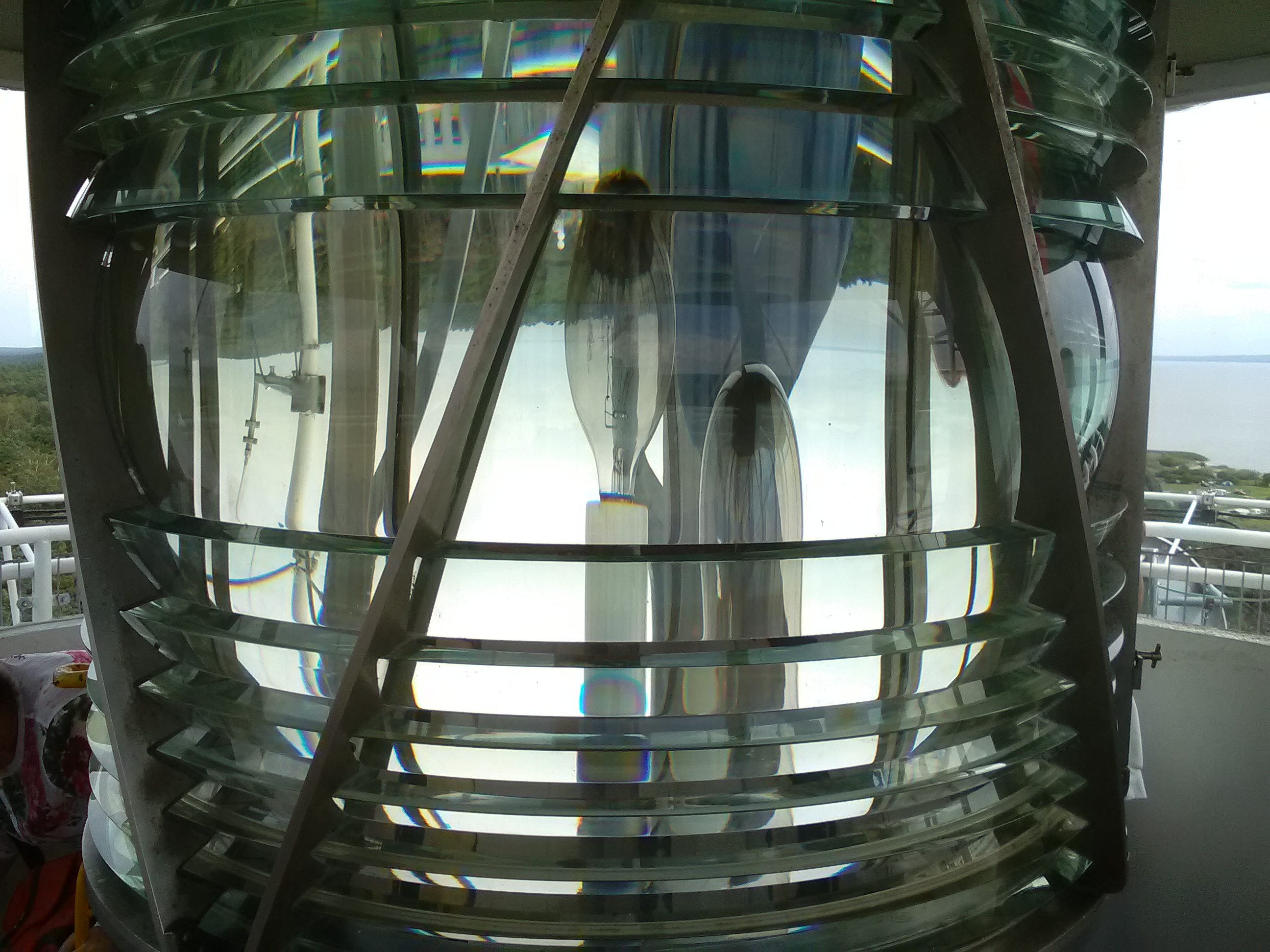

## Philatelistische Würdigung
Im Jahr 2006 gab die polnische Post den ersten Briefmarkenblock einer neuen Serie mit Leuchttürmen der polnischen Küste heraus. Eine der vier Briefmarken zeigt den Leuchtturm Krynica Morska, Wert 2,40 zł. Eine numismatische Würdigung gab es 2010 mit einer Sonderprägung Polskie Latarnie Morskie mit vier Leuchtturm-Münzen von Gdansk, Rozewie, Hel und Krynica Morska.